# Basiprionota decemstillata
Basiprionota decemstillata is een keversoort uit de familie bladkevers (Chrysomelidae). De wetenschappelijke naam van de soort werd in 1856 gepubliceerd door Carl Henrik Boheman.